# Matthew Otten
Matthew Louis Otten (* 8. Dezember 1981 in Las Vegas) ist ein US-amerikanisch-niederländischer Basketballtrainer und ehemaliger -spieler.

## Werdegang

### Spieler
Otten, der niederländischer Abstammung ist, wuchs in unterschiedlichen Ländern auf, in denen sein bei der US-Luftwaffe tätige Vater stationiert war. Während seiner Studienzeit spielte er in seinem Heimatland bis 2003 Basketball am Yuba College und von 2003 bis 2006 an der San Francisco State University. Er zog sich an der San Francisco State University zwei Kreuzbandrisse zu.
Er begann seine Laufbahn als Berufsbasketballspieler auf Zypern bei Apollon Limassol. In der Saison 2007/08 war Otten mit 15,2 Punkten je Begegnung der zweitbeste Korbschütze der Cheshire Jets in der British Basketball League. 2008/09 stand er in Diensten des Schweizer Nationalligisten Lugano Tigers, gefolgt von zwei Jahren bei Donar Groningen. 2010 wurde Otten mit niederländischer Meister und 2011 niederländischer Pokalsieger.
Nach einem weiteren Engagement in England stand er am Ende seiner Spielerlaufbahn bei den Rotterdam Challengers in den Niederlanden unter Vertrag.

### Trainer
Otten, der eine Niederländerin heiratete, war als Trainer zunächst bei den Heroes Den Bosch beschäftigt, hatte bei der niederländischen Mannschaft eine Stelle als Assistenztrainer inne. Als hauptverantwortlicher Trainer führte er die Dreamfield Dolphins in der Saison 2019/20 zum Gewinn des Meistertitels in der niederländischen Promotiedivisie (zweite Liga des Landes). Hernach betreute er die Nachfolgemannschaft Yoast United in der höchsten Spielklasse des Landes. 2021 stand Otten mit Yoast im Endspiel des niederländischen Pokalwettbewerbs, das 88:98 gegen Limburg verloren wurde. Ab 2019 war er zusätzlich Assistenztrainer bei der niederländischen Nationalmannschaft, gehörte als solcher auch bei der Europameisterschaft 2022 zum niederländischen Stab.
Zur Saison 2021/22 wechselte Otten zu Donar Groningen. Mitte Oktober 2022 wurde er in Groningen entlassen. 2023/24 war er als niederländischer U18-Nationaltrainer beschäftigt.
Der österreichische Erstligist Oberwart Gunners stellte Otten im Sommer 2024 als Cheftrainer ein. Mit den Burgenländern gewann er in der Saison 2024/25 die Staatsmeisterschaft. Er verließ Oberwart im Sommer 2025 und wechselte nach England zu Manchester Basketball.